# Vlag van Morelia

Vlag van Morelia (ratio 4:7)

De vlag van Morelia bestaat uit twee even hoge horizontale banen in de kleuren geel (boven) en rood, en centraal op de vlag toont het gemeentewapen van Morelia dat is ontworpen door onderkoning Antonio de Mendoza. De vlag heeft de hoogte-breedteverhouding van de vlag net als die van de Mexicaanse vlag 4:7 is. Dit is de officiële vlag van de stad en wordt alleen erkend binnen de gemeente, omdat in Mexico de vlaggen voor steden alleen worden beschouwd in de gemeentelijke verordeningen als de belangrijkste juridische structuur.
In de koloniale tijd gebruikte men in het gebied de kleuren rood en geel als nationale kleuren. Na de val van de Mexicaanse keizer Agustín de Iturbide is dat afgeschaft, omdat rood en geel werden geassocieerd met de voormalige kolonisator Spanje. De deelstaathoofdstad Morelia gebruikt rood en geel echter nog steeds als haar kleuren.
De vlag werd in huidige vorm sinds 2015 in gebruik.

## Historische vlaggen
Het vaandel werd aangenomen in 1625, met de kleuren van de nieuwe stad Valladolid en de kleuren van het Koninkrijk Spanje. Met de val van de Spaanse regering op 19 maart 1823 werd het gebruik van de vlag van Valladolid verboden vanwege de koloniale kleuren. In 1991 werd het gebruik van de vlag van de stad Morelia weer opgenomen in de gemeenteraad, een jaar dat samenviel met de 450e verjaardag van de stichting van de stad. In 1999 nam het voetbalteam "Atlético Morelia" de symbolen van de stad Morelia over voor het wapen en de vlag van het team, met de figuren van drie koningen en het grondgebied van de staat Michoacán. Het oude wapen en de kleuren van de vlag zijn ontstaan aan het einde van de 16e eeuw, uit de koninklijke oorkonde van koning Karel I van Spanje, waarin hij de onderkoning Antonio de Mendoza het recht gaf om de oude stad Valladolid, in Michoacán de Ocampo, een wapen te geven. In 2020 werd een monumentale gemeentevlag geplaatst om de 479e verjaardag van de stichting van de stad te vieren.

Eerste vlag van de stad Valladolid. Aangenomen in 1625.
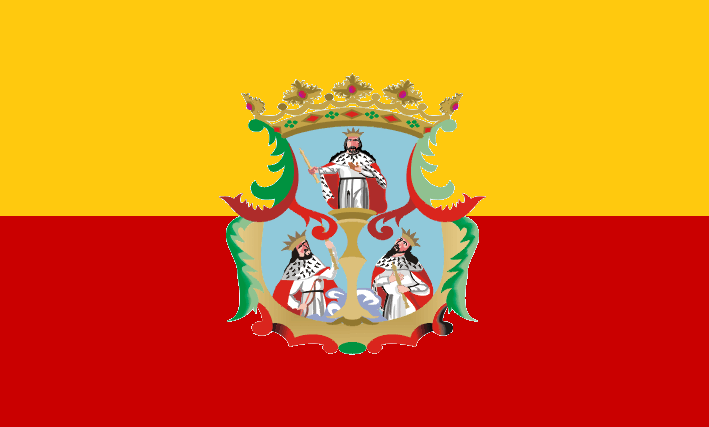
Eerste vlag van de stad Morelia. Aangenomen in 1991.
Tweede vlag van de stad Morelia. Goedgekeurd in 2015.